# 恩菲爾德 (康乃狄克州)
恩菲爾德（英語：Enfield）是一個位於美國康乃狄克州哈特福縣的城鎮。

## 地理
恩菲爾德的座標為41°59′00″N 72°33′00″W / 41.98333°N 72.55000°W，而該地的平均海拔高度為17米（即56英尺）。

## 人口
根據2010年美國人口普查的數據，恩菲爾德的面積為88.60平方千米，當中陸地面積為86.20平方千米，而水域面積為2.40平方千米。當地共有人口46,554人，而人口密度為每平方千米525人。